# Fastweb
Fastweb S.p.A. é uma empresa de telecomunicações italiana fundada em 1999 que oferece serviços de telefone fixo, internet de banda larga e televisão digital.
A empresa está sediada em Milão e foi adquirida em maio de 2007 pela companhia suíça de telecomunicações Swisscom AG, que detém 100% das ações.